# Tylomys
Tylomys is een geslacht van zoogdieren uit de familie van de Cricetidae. De wetenschappelijke naam van het geslacht werd in 1866 gepubliceerd door Wilhelm Peters. 

## Soorten
Er worden 7 soorten in dit geslacht geplaatst:
- Tylomys bullaris C. H. Merriam, 1901 – Chiapaklimrat
- Tylomys fulviventer H. E. Anthony, 1916
- Tylomys mirae O. Thomas, 1899
- Tylomys nudicaudus (W. C. H. Peters, 1866)
- Tylomys panamensis (J. E. Gray, 1873)
- Tylomys tumbalensis C. H. Merriam, 1901 – Tumbalaklimrat
- Tylomys watsoni O. Thomas, 1899